# Vlag van Altaj (republiek)
De vlag van Altaj bestaat uit vier horizontale banen in de kleurencombinatie (vanaf boven) wit-blauw-wit-blauw. De verhouding tussen deze banen is 67:4:4:25. Wit en blauw komen uit de kleuren van de Russische vlag en benadrukken de rol van de republiek als federale staat. Blauw staat voor zuiverheid, de bergen, rivieren, meren en de lucht; wit staat voor eeuwigheid, wederopstanding en liefde. Wit staat ook voor de Russen en blauw voor de Altaj, die respectievelijk 60% en 30% van de bevolking uitmaken.
De vlag werd aangenomen op 2 juli 1992, waarbij opgemerkt moet worden dat de hoogte-breedteverhouding toen 1:2 was. Deze ratio werd op 29 juni 1994 veranderd in 2:3, en werd op 24 april 2003 teruggekeerd in ratio 1:2. Deze ratio werd op 11 maart 2016 veranderd in 2:3. 

## Symboliek
- De blauwe kleur wordt doorgaans ook aangemerkt als de traditionele kleur van de Turken waartoe het volk van Altaj tot behoort, uit de oudheid zoals dat bijvoorbeeld ook in de vlaggen van Azerbeidzjan, Oezbekistan en Kazachstan het geval is. Deze kleur zou de pre-islamitische god van de Turken, namelijk Goktengri symboliseren.